# СТЗ-25
СТЗ-25 — проєкт легкого колісно-гусеничного танка, що розробляється СТЗ в 1938—1939 роках як заміна для легкого танка Т-26.

## Історія створення
Поки на ленінградському заводі №185 ламали голову над модернізацією легкого танка Т-26, намагаючись «прищепити» йому більш сучасні типи підвісок і трансмісій, на Волгоградський тракторний завод цю проблему взялися вирішити більш радикальним способом. У 1937 році на розгляд АБТУ було подано проект модифікованого Т-26 з посиленим бронюванням на колісно-гусеничному ходу, але зі збереженням силової установки та коробки передач від серійного танка. За заводським реєстром ця технологія проходила під позначенням СТЗ-24. Військова комісія розглянула проект, піддавши його розгромній критиці під час первинних слухань в АБТУ, проте 1938 року до «сталінградського варіанту» довелося повернутися. Справа в тому, що роботи, що почалися в той же час, над більш досконалими танками за проектом СП вимагали істотної зміни технології виробництва бойових машин. Наприклад, КБ заводу № 185 під керівництвом С. А. Гінзбурга розробляло танк супроводу піхоти Т-111 з протиснарядним бронюванням, зварним корпусом і озброєнням, що відповідає середньому танку. Потім настала черга Т-126 (СП) конструкція якого також рясніла новинками. Але на доопрацювання нових машин потрібно занадто багато часу, а інженери СТЗ пропонували підвищити бойові якості Т-26 «малою кров'ю».
Легкий колісно-гусеничний танк СТЗ-25 (Т-25) спроектований у спеціальному конструкторському експериментальному відділі (КЕО) Сталінградського тракторного заводу під керівництвом Д. Вернера у 1938—1939 роках на основі конструкції дослідного колісно-гусеничного танка СТЗ-24. У лютому 1939 року було виготовлено ходовий макет танка з конструкційної сталі, що пройшов навесні заводські випробування.

## Конструкція

### Броньовий корпус та башта
Прототип танка зберіг безліч рис серійної машини. Від Т-26 зразка 1938 року запозичувалась кормова частина корпусу та конічна башта, проте носова частина корпусу та підбаштована коробка були сильно змінені. Танк отримав верхній броньовий лист товщиною 16 мм встановлений під великим кутом нахилу і нижній лист товщиною 24 мм. Підбаштована коробка мала трохи меншу висоту і збиралася з листів 20 мм броні. Таким чином, по бронезахисту Т-25 перевершував серійний Т-26, хоча в початковому проекті передбачалося лобове бронювання до 30 мм.

### Озброєння
Основне озброєння становила 45-мм нарізна напівавтоматична гармата20-К. Гармата мала ствол з вільною трубою, скріпленою кожухом, довжиною 46 калібрів / 2070 мм. Противідкатні пристрої складалися з гідравлічного гальма відкату та пружинного накатника. Практична скорострільність зброї становила 7-12 пострілів за хвилину. Наведення у горизонтальній площині здійснювалося поворотом башти за допомогою гвинтового поворотного механізму. Механізм мав дві передачі, швидкість обертання башти на яких за один оберт маховика навідника становила 2 або 4 °. Наведення у вертикальній площині з максимальними кутами від −6 до +22° здійснювалося за допомогою секторного механізму. Додатково поряд з гарматою встановлено 7,62-мм кулемет ДП.

### Двигун та трансмісія
Двигун потужністю 97 л. с. (надалі планувалося застосувати спеціальний танковий дизель розробки СТЗ потужністю 300 к.с.), 6-швидкісна КПП і ряд елементів трансмісії запозичувалися від Т-26. Найголовнішою відмінністю танка Т-25 від попередника був гібридний рушій. Танк отримав можливість рухатись як на гусеницях, так і на колесах.
При русі на гусеницях провідне колесо, як і Т-26, розташовувалося попереду і привід на нього здійснювався через головний фрикціон, редуктор, карданний вал, демультиплікатор, КПП, головну передачу, бортові фрикціони і бортові передачі.
При русі ж на колесах привід на них здійснювався відкритою зірочкою на кулачки опорних ковзанок попарно, що дозволяло здійснити їхню синхронізацію. У трансмісію при цьому після бортових передач включалися додаткові шестірні, які через конічну пару та карданні вали з'єднувалися з додатковими бортовими коробками колісного приводу. Особливістю даної конструкції було те, що ведучими при русі на колесах могли бути дві передні пари опорних катків, або дві задні, а при необхідності значного підвищення прохідності привід рекомендувалося здійснювати на всі катки відразу. Однак зміна напрямку руху танка під час руху на колесах здійснювалася «по-гусеничному» — підгальмовуванням ковзанок одного борту, що, безсумнівно, погіршувало маневрені якості танка, оскільки при цьому часто злітав гусениця.

### Ходова частина
Ходова частина на один борт складалася з чотирьох опорних ковзанок, що підтримує ролика та винесеного вперед ведучого колеса. Свічкова балансирна підвіска танка, виконана за аналогією з БТ, була винесена назовні бронекорпусу. Такий прийом виявився помилковим, але дізналися про це лише під час випробувань.
Напрямні колеса (лінивці) були штампованими, а ведучі складалися з литої основи, до якої болтами кріпився зубчастий вінець. Гусеничний ланцюг танка був трохи поширений і полегшений порівняно з Т-26.

### Засоби зв'язку
На танку встановлювалася радіостанція 71-ТК. Потужність передавача в антені - 5 ... 8 Вт. Дальність зв'язку телефоном, залежно від типу машини, від 10 до 30 км на ходу і до 40 км на стоянці при непрацюючому двигуні.

## Випробування
Оскільки при його створенні використовувався все той же двигун від Т-26, динамічні якості тяжкої машини виявилися набагато гіршими. Щоб гідно вийти з цього положення завдання випробувального циклу були скориговані і тепер на Т-25 потрібно було відпрацювати «правильність і надійність роботи окремих вузлів танка». На ходових випробуваннях за маршрутом Кубінка — Ріпище — Крутиця — Наро-Осаново — Дорохово танк постійно переслідували поломки. Найчастіше з ладу виходили гусениці, у яких ламалися траки та «пальці», вкрай ненадійною виявилася герметизація КПП та бортових передач, кріплення бензопроводу до карбюратора, диски коліс та балансири. При спробі пересування на колесах танк зміг пройти всього 4 км, після чого в нього заклинило привід через попадання в зуби зірочки сторонніх предметів. Спроба подолати на колесах м'який ґрунт взагалі виявилася катастрофічною — танк майже миттєво застряг, бо грязюкою забило роздавальну шестірню. Крім того, навіть при русі шосе Т-25 сильно розгойдувало і вести прицільний вогонь на ходу було неможливо.